# Don (França)

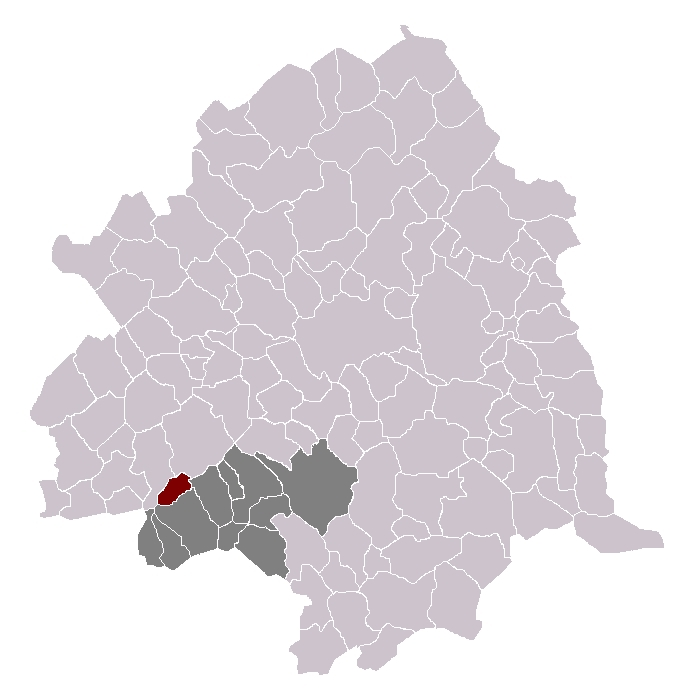
Ubicació de Don dins el seu cantó i districte

Don és un municipi francès, situat a la regió dels Alts de França, al departament del Nord. L'any 2006 tenia 1.319 habitants. Limita al nord amb Wavrin, a l'oest amb Sainghin-en-Weppes, a l'est amb Allennes-les-Marais i al sud amb Annœullin.

## Demografia
| 1962                                       | 1968  | 1975  | 1982  | 1990  | 1999  | 2006  |
| ------------------------------------------ | ----- | ----- | ----- | ----- | ----- | ----- |
| 977                                        | 1.007 | 1.072 | 1.182 | 1.201 | 1.141 | 1.319 |
| Des de 1962: població sense dobles comptes |       |       |       |       |       |       |

## Administració
| Període   | Identitat   | Partit |
| --------- | ----------- | ------ |
| 2001-2007 | Régis Petit |        |
| 2007-     | Eric Parsy  |        |